# 米斯特岩
66°48′S 66°37′W / 66.800°S 66.617°W
米斯特岩（Mist Rocks），是南極洲的岩石，位於葛拉漢地的盧貝海岸，處於霍爾德法斯特角西北面，是拉勒曼德港的入口處，現時由南極條約體系管理。